# Bren (priimek)
Bren je priimek več osebnosti.
- Andrej Bren (*1949), zdravnik internist, nefrolog
- Ciril Bren, industrijski sociolog
- Franc Bren, pater Hugo (1881–1953), frančiškan, izseljenski duhovnik, zgodovinar, nabožni pisec
- Marija Bren Erjavec (1929–2019), zdravnica pediatrinja neonatologinja
- Matevž Bren (*1954), matematik, prof.
- Urban Bren (*1980), kemik, znanstvenik